# Karolina Gruszka
Pour les articles homonymes, voir Gruszka.
Karolina Gruszka, née le 13 juillet 1980 à Varsovie, est une actrice polonaise.

## Biographie
Elle débute dans l'émission Dyskoteka Pana Jacka à l'âge de 9 ans.
En 2003, elle est diplômée de l'Académie de théâtre Alexandre-Zelwerowicz.
De 2003 à 2008, elle est actrice au Théâtre national de Varsovie.

## Vie privée
Elle est mariée au réalisateur Ivan Vyrypaïev.
En août 2012, elle donne naissance à sa fille Magdalena.
Elle est végétarienne.
En novembre 2021, elle avoue souffrir de sclérose en plaques,.

## Filmographie

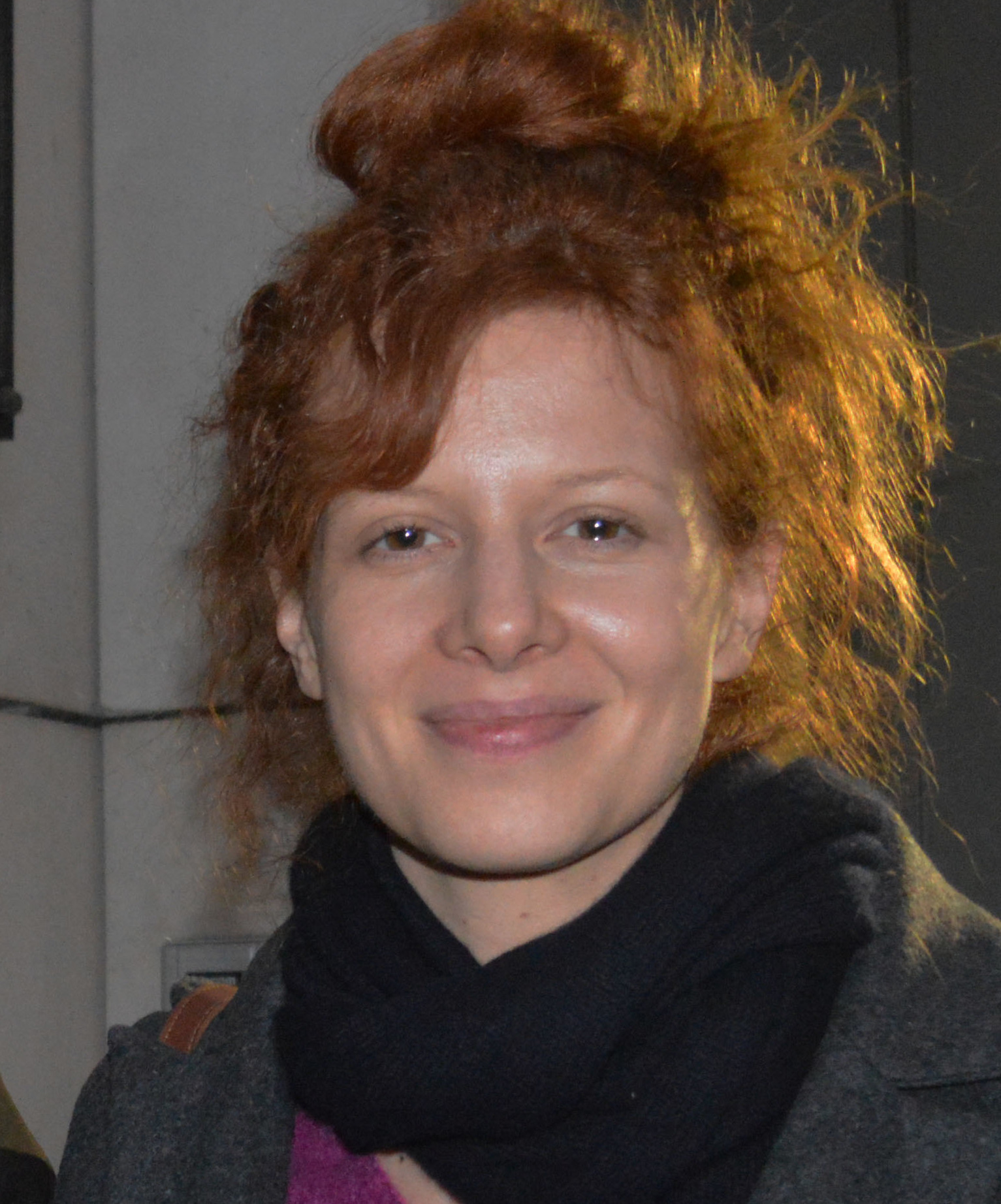
Karolina Gruszka en 2018.

- 2000 : La Fille du capitaine - Macha
- 2005 : Kochankowie z Marony de Izabella Cywińska – Ola
- 2006 : Inland Empire – la jeune fille perdue
- 2008 : Résolution 819 – Klara Gorska
- 2009 : Oxygène (Кислород) d'Ivan Vyrypaïev : Sacha
- 2012 : Vive la Biélorussie ! - Viera
- 2016 : Marie Curie – Marie Curie
- 2017 : The Art of Loving (Sztuka kochania. Historia Michaliny Wislockiej) de Maria Sadowska
- 2023 : Joika de James Napier Robertson

## Doublage
- 2002 : La Princesse au petit pois : Daria (VO : Amanda Waving)
- 2003 : Une vieille fable. Quand le soleil était un dieu : Dziwa (Marina Aleksandrowa)
- 2004 : Un mariage de princesse : Mia Thermopolis (VO : Anne Hathaway)
- 2004 : Les Indestructibles : Violet Parr (VO : Sarah Vowell)